# Меццоджорно, Витторио
Витто́рио Меццоджо́рно (итал. Vittorio Mezzogiorno; 16 декабря 1941 — 7 января 1994) — итальянский актёр.

## Биография
Витторио Меццоджорно родился в муниципалитете Черкола близ Неаполя и был младшим из семи детей.
В 18 лет поступил в университет, один год изучал медицину, потом перешёл к изучению юриспруденции. В университетский период дебютировал на театральной сцене, участвуя в постановках Беккета и Ионеско.
После двух театральных сезонов (1966—1967, 1967—1968), проведённых вместе с театральной труппой Эдуардо Де Филиппо, а также после получения университетского диплома Меццоджорно решает, что будет актёром.
Переехав в Рим, ещё какое-то время он играл в театре: работал в труппе с братьями Джуффре и Лауреттой Мазьеро, затем с Джанни Сантуччо, Джанрико Тедески и Марио Скача, сотрудничал с Флавио Бучи, Стефано Сатто-Флорес, Кристиано Ченси и Изабеллой Дел Бьянко.
Дебютировал на экране в 22 года. В 1960—1980-х годах сыграл главные и второстепенные роли в четырёх десятках фильмов. По жанру это были триллеры, драмы, детективы, исторические и фантастические фильмы.
Российскому зрителю Меццоджорно стал широко известен после исполнения главной роли Давиде Ликаты в телесериалах «Спрут 5: Корень проблемы» и «Спрут 6: Последний секрет».
Витторио Меццоджорно снялся более чем в 60 кино- и телефильмах в Италии, Франции, Германии, Испании, Швейцарии, Великобритании, продолжая играть на театральных подмостках.
У актёра диагностировали рак лёгких, и в июле 1993 года он перенёс операцию. Витторио Меццоджорно умер в Милане от сердечного приступа в январе 1994 года в возрасте 52 лет.

## Личная жизнь
В 1969 году встретил Сесилию Сакки — они играли вместе в спектакле «Женщины Аристофана» в Греческом театре Сегеста на Сицилии. 14 октября 1972 года они поженились. 9 ноября 1974 года родилась дочь Джованна Меццоджорно, ставшая известной актрисой. Также имел дочь от любовницы, что послужило причиной развода.
В 2004 году Джованна Меццоджорно учредила в родном городе отца памятную стипендию для молодых актёров, названную Premio Vittorio Mezzogiorno.

## Награды
- 1990 — «Золотой „Чак“»[итал.] (итал. Ciak d’Oro), премия журнала «Чак»[англ.] (за фильм «Крик камня»)
- 1981 — «Серебряная лента» (за фильм «Три брата»)
- 1979 — «Серебряная лента» (за фильм «Игрушка»)